# Werneria mertensiana
La Werneria mertensiana és una espècie d'amfibis que viu al Camerun i, possiblement també, a Guinea Equatorial i Nigèria.
Està amenaçada d'extinció per la pèrdua del seu hàbitat natural.